# Schlatten (Gemeinde Ruprechtshofen)
Der Ort Schlatten gehört zur Gemeinde Ruprechtshofen in Niederösterreich. Der Ort bildet aber keine eigene Katastralgemeinde. Er ist allerdings als Ortschaft mit 75 Einwohnern (Stand 1. Jänner 2024) ausgewiesen.

## Geografie
Schlatten liegt am westlichen Ende der Marktgemeinde Ruprechtshofen. Wichtigste Verkehrsverbindung ist die Hauptstraße zwischen Ruprechtshofen und Wieselburg (auch Wieselburgerstraße genannt). Schlatten umfasst etwa 20 Häuser. Durch Schlatten fließt der Schlattenbach, der die Gemeinde von Westen nach Osten durchzieht. Der Schlattenbach entspringt in Brunnwiesen und mündet nach Ruprechtshofen in die Melk.

## Geschichte
Laut Adressbuch von Österreich waren im Jahr 1938 in Schlatten einige Landwirte ansässig und außerhalb des Ortes existierte eine genossenschaftlich betriebene Ziegelei.